# Daira de Güelta
Daira de Güelta es un barrio de la población de El Aaiún en campos de refugiados de la provincia de Tinduf (Argelia)

## Ciudades hermanadas
- Talavera de la Reina, España.
- Rubí (Barcelona), España.[1]